# Habinghorst
Habinghorst ist ein Stadtteil von Castrop-Rauxel im Kreis Recklinghausen in Nordrhein-Westfalen.

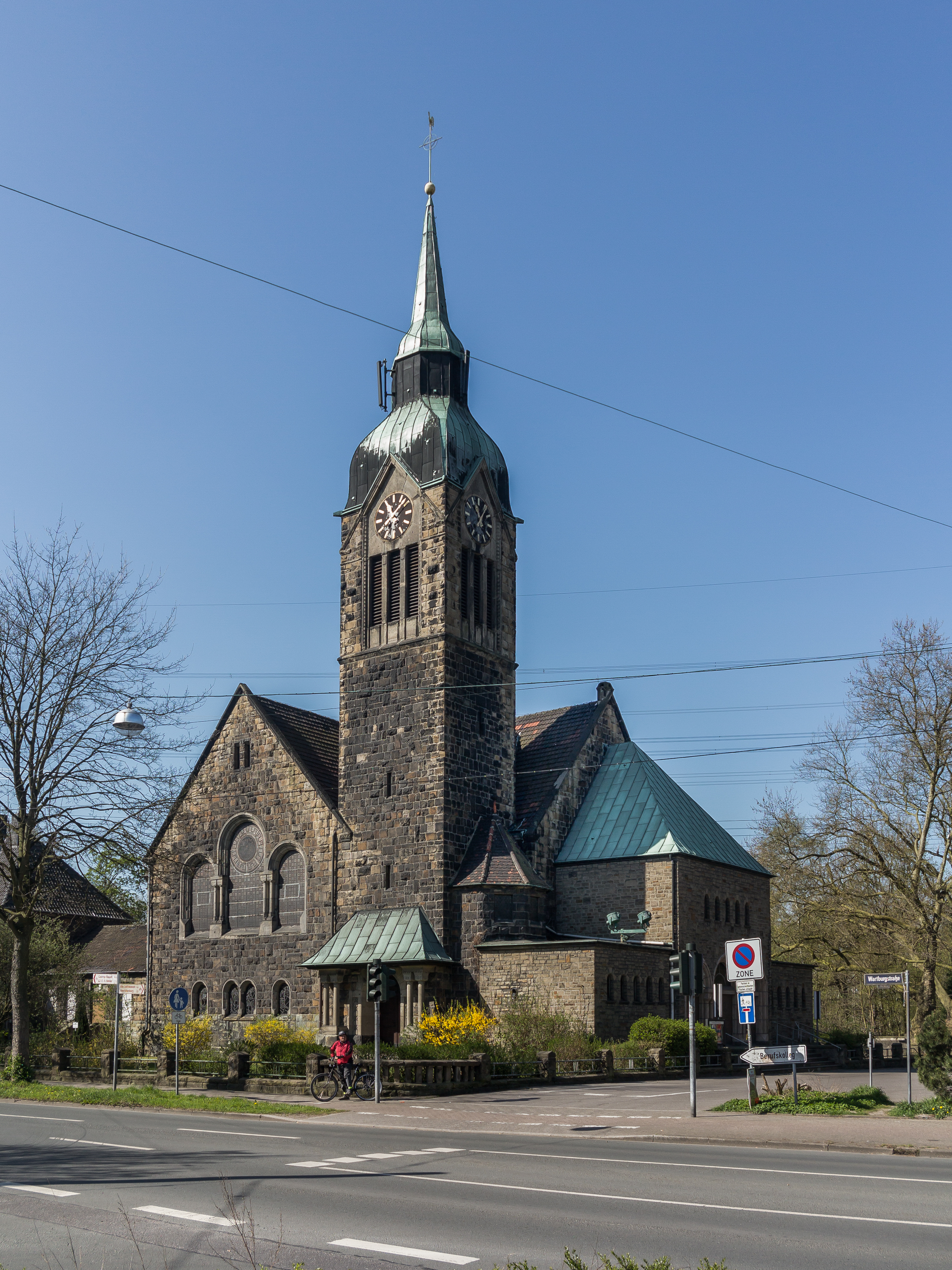
Die evangelische Petrikirche in Habinghorst

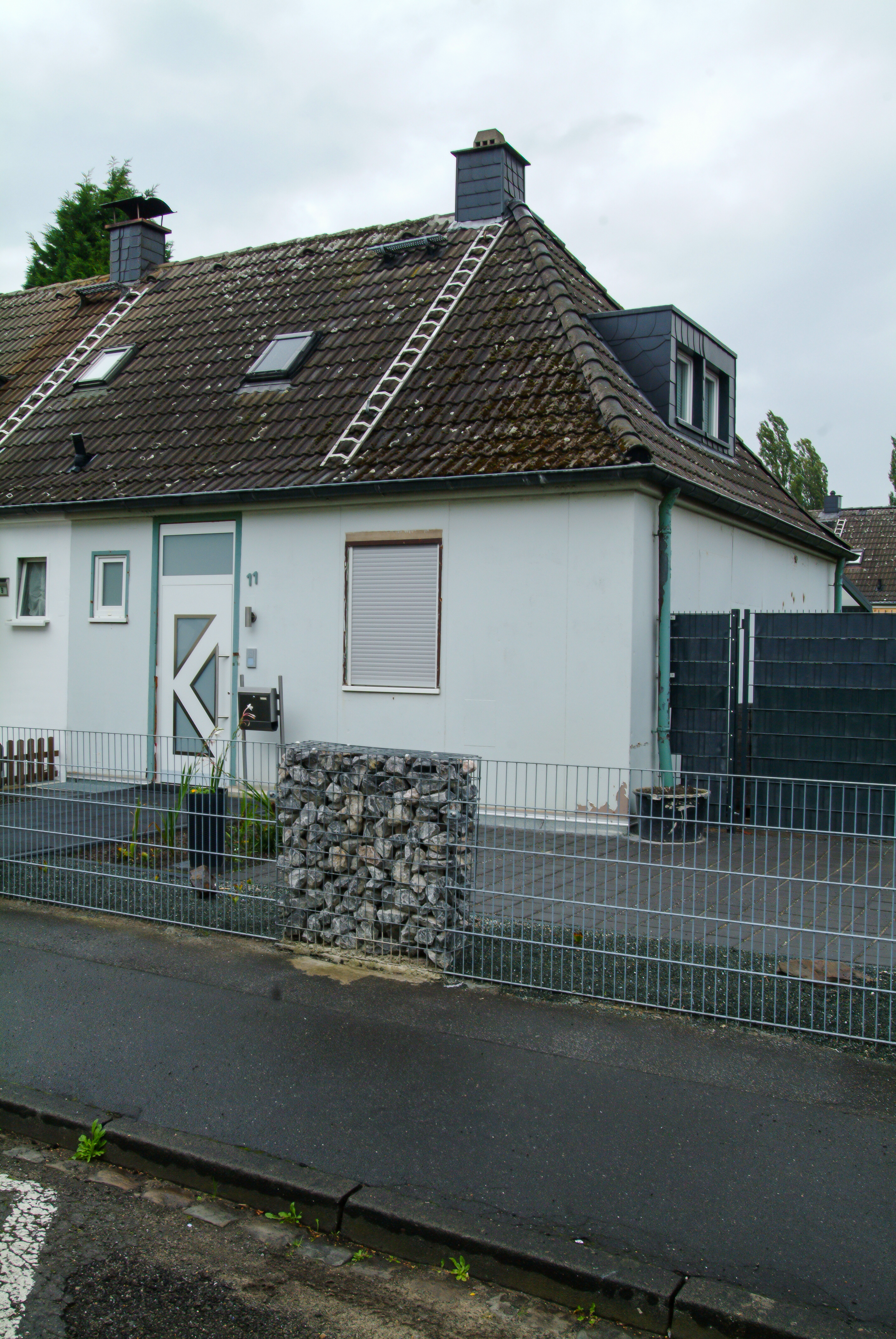
Haus der Stahlhaus-Siedlung in Habinghorst

## Geographie
Habinghorst schließt nördlich an die Castrop-Rauxeler Innenstadt an. Im Westen grenzt Habinghorst an den Stadtteil Pöppinghausen und im Norden bildet die Emscher die Grenze zum Stadtteil Henrichenburg. Im Osten ist Habinghorst mit dem Stadtteil Ickern zusammengewachsen. Der Stadtteil besteht zu einem großen Teil aus dicht besiedeltem Wohngebiet.

## Geschichte
Habinghorst ist ursprünglich eine alte westfälische Bauerschaft. Sie wurde im Jahre 1373 zum ersten Mal urkundlich erwähnt (in der Schreibweise „Havehorst“) und gehörte bis 1807 zur Grafschaft Mark. Seit 1817 bildete Habinghorst eine Landgemeinde im Landkreis Dortmund in der preußischen Provinz Westfalen. Die Gemeinde gehörte bis 1902 zum Amt Castrop und seitdem zum Amt Rauxel. Am 1. April 1926 war Habinghorst eine der Gründungsgemeinden der neuen Stadt Castrop-Rauxel.
Auslöser des starken Bevölkerungswachstums zum Ende des 19. Jahrhunderts waren die Zechen in den Nachbargemeinden Bladenhorst und Ickern, für deren Bergleute Habinghorst zum Hauptwohngebiet wurde. In den ersten Jahrzehnten des 20. Jahrhunderts wurde Habinghorst zu einem der Schwerpunkte des werksgebundenen Wohnungsbaus im Ruhrgebiet. 1904/1905 wurde die katholische Kirche St. Josef gebaut.

## Einwohnerentwicklung
| Jahr | Einwohner | Quelle |
| ---- | --------- | ------ |
| 1822 | 119       | [ 3 ]  |
| 1832 | 131       | [ 3 ]  |
| 1858 | 217       | [ 3 ]  |
| 1871 | 237       | [ 6 ]  |
| 1885 | 573       | [ 7 ]  |
| 1895 | 1894      | [ 8 ]  |
| 1910 | 6873      | [ 9 ]  |
| 1925 | 9201      | [ 3 ]  |
| 2018 | 9113      | [ 10 ] |

## Baudenkmale
Die Wohnhäuser der Stahlhaus-Siedlung in den Straßen Am Tweböhmer und An der Heide stehen unter Denkmalschutz. Die Stahlhaus-Siedlung entstand 1928/29 gemäß den städtebaulichen und architektonischen Prinzipien der 1920er Jahre.

## Vereine
Ein Träger des lokalen Brauchtums ist die Schützengilde Habinghorst 1889. Die örtlichen Fußballvereine sind die 1921 gegründet Victoria Habinghorst und der 1920 gegründete VfB Habinghorst.